# Boeing C-108 Flying Fortress
De Boeing C-108 Flying Fortress was een Amerikaans transportvliegtuig dat tijdens de Tweede Wereldoorlog gebruikt werd. Er zijn vier van deze vliegtuigen omgebouwd vanuit B-17 Flying Fortress bommenwerpers.

## Ontwerp en ontwikkeling
De eerste gebouwde C-108 (aangeduid als XC-108) was een omgebouwde B-17E (41-2593) en diende als VIP-transportvliegtuig voor generaal Douglas MacArthur in 1943. Alle bewapening, behalve het neus- en staartgeschut, werd verwijderd. De bepantsering werd ook weggehaald. Het interieur van het vliegtuig werd omgebouwd tot een vliegend kantoor voor MacArthur, met extra ramen, een keuken en een woonruimte. Een deur met neerwaartse trap werd geïnstalleerd aan de achterkant van de romp voor in- en uitstappen. Een vergelijkbaar vliegtuig werd later omgebouwd vanuit een B-17F-40-VE (42-6036) en kreeg de aanduiding YC-108.
Tussen augustus 1943 en maart 1944 werd een andere B-17E (41-2595) omgebouwd tot een vrachtvliegtuig en aangeduid als XC-108A. Om verouderde bommenwerpers om te vormen tot vrachtvliegtuigen, richtte de United States Army Air Forces een revisiestation op bij Wright-Patterson Air Force Base. Hier werden de bewapening, bepantsering en andere overbodige onderdelen verwijderd. De posities van de bemanning werden verplaatst en de neus werd aangepast om meer ruimte te bieden voor passagiers of vracht. De cockpit kon worden bereikt via een kruipruimte in de neus of via de neuskegel waar oorspronkelijk de positie van de bombardier was. Om meer vrachtruimte te creëren, werden enkele schotten verwijderd en de deuren van het bommenruim afgesloten.
Een B-17F (42-30190) werd omgebouwd tot een tankvliegtuig en kreeg de aanduiding XC-108B. Net als de XC-108A had het vliegtuig geen bepantsering en bewapening en werd de romp aangepast om meer ruimte te bieden voor vracht. De romp werd gevuld met brandstoftanks.

## Operationele geschiedenis
De XC-108 diende als het persoonlijke transportvliegtuig van Generaal Douglas MacArthur in 1943.
De XC-108A werd gebruikt om passagiers en materieel over de Himalaya naar de B-29-basis in Chengdu, China, te vliegen. Vanwege aanhoudende motorproblemen bleek het echter een onpraktisch vrachtvliegtuig te zijn. In oktober 1944 keerde het vliegtuig terug naar de Verenigde Staten. Aan het einde van de oorlog werd het gedemonteerd en op een vliegtuigkerkhof in Maine geplaatst. Enkele onderdelen werden uit het toestel gehaald en gesloopt of in andere vliegtuigen geïnstalleerd. Sindsdien is het gerestaureerd tot de originele B-17E-configuratie.

## Gebruikers
Verenigde Staten
- United States Army Air Forces